# 森脇浩司
森脇 浩司（もりわき ひろし、1960年8月6日 - ）は、兵庫県多可郡黒田庄町（現・西脇市）出身の元プロ野球選手（内野手）・コーチ・監督、解説者。愛称は「モリさん」。
選手引退後、福岡ダイエー・ソフトバンクホークスコーチ、読売ジャイアンツコーチ、オリックス・バファローズ第26代監督、中日ドラゴンズコーチ等を歴任、2019年より、福岡工業大学の特別コーチを務め、2022年は千葉ロッテマリーンズ一軍ヘッド兼内野守備コーチを務めていた。

## 経歴

### プロ入り前
社高校1年次の1976年から遊撃手として、強肩で遠投をさせれば130mを投げ、この時グラウンドにいた近鉄バファローズのスカウトが仰天して「カラスの中にスワンがいる」と言ったほどであった。
1978年のドラフト会議で近鉄バファローズに2位指名され、入団した。

### 近鉄時代
3年目の1981年に一軍初昇格し、遊撃手として13試合に先発出場した。57試合に出場して打率.316を記録した。高校時代からつけ始めていた野球日記を入団後も書き続け、すでに7冊目に達し、夜はテッド・ウィリアムズの「バッティングの科学」に読み更けるなど研究熱心さも人一倍であった。女性ファンからのファンレターの数は梨田昌孝と双璧で、ニックネームは「第二の梨田」であった。
1982年は、開幕から「9番・遊撃手」に抜擢されるが、打撃面で伸びず夏場には石渡茂に定位置を譲った。6月23日に、右太腿肉離れを起こし二軍落ちした。前年9月から肩の痛みがあったが、レギュラーの座を手放したくないために黙々と痛みに耐えながらプレーを続けたが、右肩は少し動かすだけでも痛むなど体は悲鳴を上げた。
1983年に復活したが、6月19日の南海戦（大阪）で、併殺のため二塁のベースカバーに入った瞬間に滑り込んだ走者のジム・ライトルと接触し、膝靭帯を断裂した。
1984年、加藤英司・大原徹也との2対2の交換トレードで福井保夫と共に広島東洋カープへ移籍した。

### 広島時代
1986年の日南キャンプ中の紅白戦で腰を骨折した。
同年は6試合の出場に留まり、1987年シーズン途中に永田利則と共に西山秀二との交換トレードで南海ホークスへ移籍した。

### 南海・ダイエー時代
当時の南海は小川史、中尾明生、湯上谷宏、坂口千仙など似たタイプの選手がレギュラー争いをしていた。5月から主に遊撃手として起用され、同年は65試合に先発出場した。
「福岡ダイエーホークス」となった1989年には、二塁手、三塁手を兼ねるユーティリティープレイヤーとして活躍し、自己最多の70試合に先発した。
以降は守備固め要員として起用され、1990年頃から藤本博史・湯上谷・小川との4人（4人とも名前読みが『ひろし』）で内野を守ることが度々あった。
1993年は、藤本が一塁手に回り、その後継として開幕から三塁手として起用されるがレギュラー確保とはならず、1994年の松永浩美の移籍入団以降は出場機会が減り、1996年限りで現役を引退した。

### 引退後
引退後はダイエー→ソフトバンクで二軍野手育成コーチ（1997年）、二軍内野守備・走塁コーチ（1998年 - 1999年）、一軍内野守備・走塁コーチ（2000年 - 2002年, 2005年, 2007年 - 2008年）、二軍監督兼内野守備・走塁コーチ（2003年 - 2004年）、一軍チーフ兼内野守備・走塁コーチ（2006年）、一軍ヘッド兼内野守備・走塁コーチ（2009年）を務めた。
ノックの技術は球界屈指とされ、当時の監督王貞治も「ノックだけで飯が食える」と評している。あるテレビ番組のコーナーで「ここ（通常の右打席）から打って三塁線のフェアーの打球を3バウンドさせ外野フェンスの○△×□社の広告の“×”の文字に当てて下さい」と注文された森脇は、いとも簡単に言われた通りのノックを披露してみせた。当時東北楽天ゴールデンイーグルスの監督だった野村克也は「プロ球界で野球の話ができるのは落合と森脇だけだ」と言われたことがあった。
2006年シーズン開幕前、王がWBC日本代表監督としてチームを離れていた間と、7月6日からは王の胃癌手術に伴う休養のため、監督代行を務めた。リーグ優勝を逃したことについて、「残念」「罪の意識すらある」と語った。あくまでも肩書は監督代行（チーフ）兼内野守備・走塁コーチであったため、王監督休養後も攻撃時には三塁ベースコーチボックスに立ち指揮していた。
井口資仁、川﨑宗則、本多雄一らを育て上げた。松田宣浩は後に三塁手として歴代最多となる8回のゴールデングラブ賞を受賞することになるが松田は「タイトルを獲得できたのは全てこのころに森脇さんが鍛えてくれたおかげだと思う。」と述べている。
2007年からは秋山幸二の一軍総合コーチ就任に伴い一軍内野守備・走塁コーチに専念し、2009年は監督に昇格した秋山の下で一軍ヘッド兼内野守備・走塁コーチを務めたが、11月24日に「組織の活性化」を理由に大石大二郎と入れ替わる形で解任された。秋季キャンプでも指導し、秋山とも翌シーズンの話をしていたさなかの解任に対し、森脇は「今回の例は自分で最後にしてもらいたい」と発言した。
ソフトバンク退団後の2010年からはJ SPORTS・NHK福岡放送局（本数契約）・ラジオ日本（本数契約）解説者を務め、2月8日からソフトバンクの編成アドバイザーとして契約を結んだ。

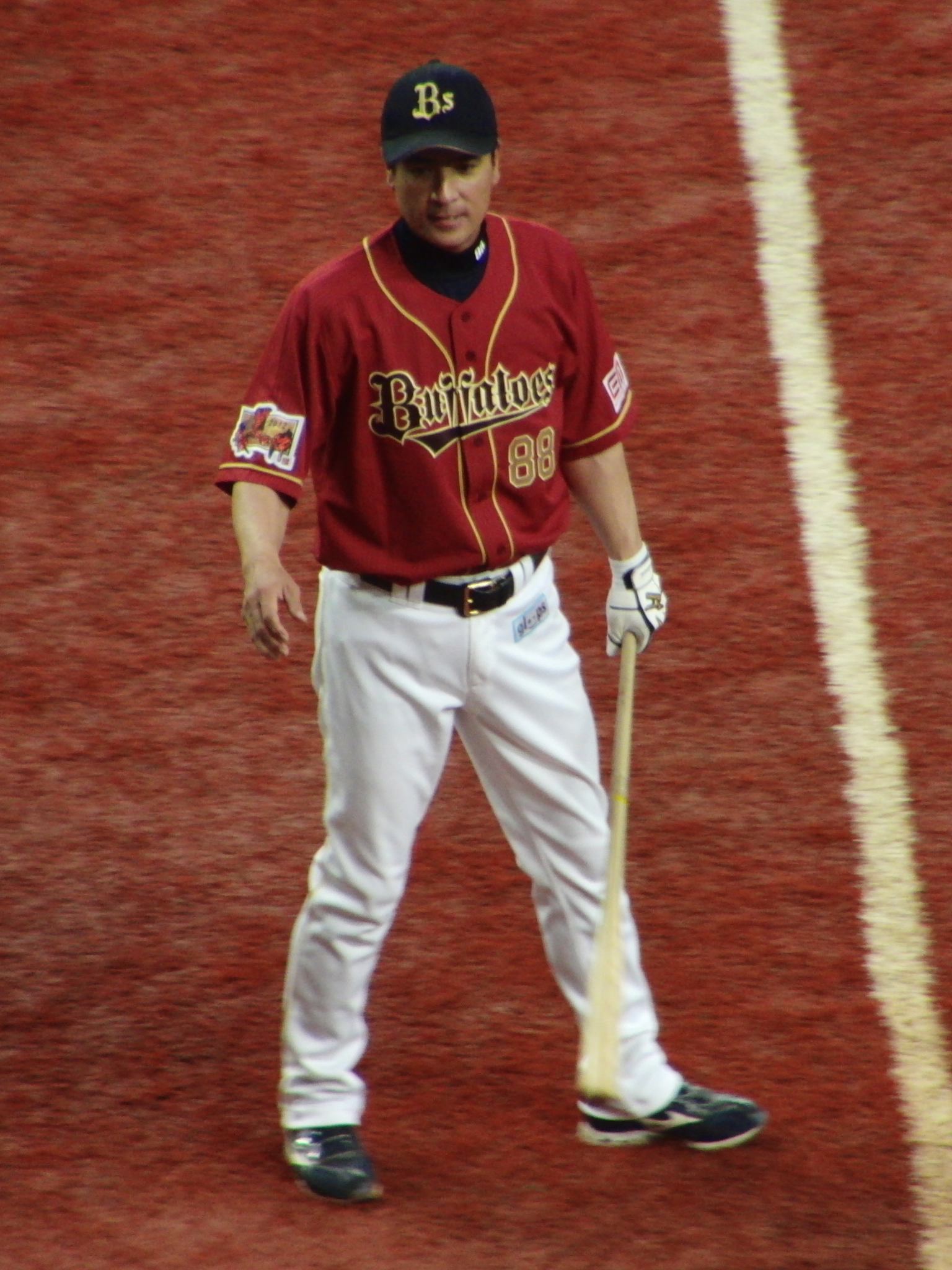
オリックス・バファローズ一軍チーフ野手兼内野守備走塁コーチ時代
（2012年6月29日、京セラドーム大阪にて）

2011年は読売ジャイアンツ二軍内野守備・走塁コーチを務め、2012年にオリックス・バファローズ一軍チーフ野手兼内野守備・走塁コーチに就任し、攻撃時は三塁ベースコーチを務めた。安達了一を指導した。監督になってからも安達を指導し、安達は「森脇さんが付きっきりで教えてくださいました。本当にひたすらノックを打ってくださって基本的な守備練習の反復でめちゃめちゃキツかったですよ。おかげで基礎を体で覚えられました。」と述べている。チームの最下位確定後の9月25日から、監督の岡田彰布の休養に伴い、10月8日の最終戦まで監督代行として9試合指揮を執り、7勝2敗の成績を残した。

### オリックス監督時代
2013年からオリックスの監督へ正式に就任した。旧・大阪近鉄バファローズOBとしては大石大二郎に次いで2人目のオリックス・バファローズ監督となった。
記者会見では「悔しい思いを二度と味わわない。そして何よりもファンの方にも味わわす訳にはいかないという気持ちを一つに纏め、プロフェッショナルな意識を持っていきたい。」と意気込みを語った。
1年目の2013年7月28日の埼玉西武ライオンズ戦（西武ドーム）で、李大浩の空振り三振をめぐる抗議時の球審の西本欣司への暴力行為で、李と共に退場処分となった（李は侮辱行為）。森脇にとっては初の退場処分であり、監督代行はヘッドコーチの福良淳一が務めた。同年は5位に終わるが、2014年は開幕から上位を走ると、前半戦を首位でターンし、8月24日には監督契約を2016年のシーズン終了まで延長することが球団から発表された。公式戦では終盤にソフトバンクに逆転され、首位とゲーム差なしの2位で終了した。2008年以来6年ぶりにクライマックスシリーズへ進出したが、1勝2敗でシーズン3位の北海道日本ハムファイターズに敗れた。
2015年は中島裕之、小谷野栄一、トニ・ブランコ、ブライアン・バリントンを獲得による大型補強でシーズンに臨んだが4人とも故障で離脱する。最下位に低迷し、19勝34敗1分で迎えた開幕54試合目の広島戦（5月31日・京セラドーム）に敗れ、自力でのリーグ優勝の可能性が消滅した。6月2日には成績不振を理由に休養し、ヘッドコーチの福良が監督代行に就任することが球団から発表された。8月31日付で監督職を正式に退任し、2015年9月1日付で仰木彬・中村勝広に次ぐ球団3人目のシニアアドバイザーに就任した。

### オリックス監督退任後
SA就任後はチーム編成・運営に関するアドバイスを球団のフロントへ伝える傍ら、評論家として活動することもあった。福良が監督へ正式に就任した2016年は、10月31日にSAとしての任期が満了したため同職を退任し、11月1日からは長谷川滋利が職務を引き継いだ。
2017年からは中日ドラゴンズ一軍内野守備・走塁コーチ（ヘッドコーチ格）として現場に復帰した。荒木雅博によれば攻撃面は森脇に一任されていた。同年にドラフト2位で入団した京田陽太らを指導、京田は1年目から正遊撃手の座をつかみ新人王に。阿部寿樹も指導した。8月13日の東京ヤクルトスワローズ戦（ナゴヤドーム）では、監督の森繁和が私用のため試合途中でベンチを離れるため、3回から監督代行を務めた。
2018年は、新設の一軍野手チーフコーチへ配置転換となったが、シーズン終了後に森が監督を退任すると、「森さんの力、ドラゴンズの力になるために全力を尽くす形でやってきたが、監督が退任されるので一蓮托生です。」と、退任した。
中日退団後、学生野球の資格回復研修会を受講し、2019年2月5日付で日本学生野球協会から資格回復の適性を認定された。その後、同年4月1日付で、福岡工業大学特別コーチに就任した。
2020年12月14日、ダイエーコーチ時代の教え子である井口資仁が監督を務める千葉ロッテマリーンズの一軍野手総合兼内野守備コーチに2021年より就任することが発表された。2022年からはヘッドコーチ兼内野守備コーチを務めるも、2022年10月7日に球団から退団が発表された。
ロッテ退団後、学生野球の資格回復研修会を再受講し、2023年1月10日付で日本学生野球協会から資格回復の適性を再認定された。再認定後、2023年4月からは沖学園高校硬式野球部シニアディレクターに就任した。週3日ほど指導を行い、講演会などのほか、6月28日に福岡トヨタが日本野球連盟加盟を目指す社会人野球チーム「FTサンダース」を発足させ、ゼネラルマネージャーに森脇が就任した。

## エピソード
- 彫りの深い端正な顔立ちで、近鉄二軍時代から一部で非常に人気が高かった。「球界の草刈正雄」と呼ばれ[42]、漫画家の真柴ひろみは、自作の登場人物に「森脇浩司」と名付けたこともある。

- 広島時代のチームメイトだった津田恒実とは無二の親友で、津田が脳腫瘍に冒されて現役を引退し、晩年に福岡市内の病院で闘病生活に当たっていた時には積極的に周辺の世話を行い、津田に対して「俺の年俸を半分にしてでも、お前を現役復帰できるように球団に掛け合ってやる」と励ましていた[43]。また1993年に森脇が結婚し、披露宴を挙げた際には、他界した津田の席も用意してキャンドルサービスを行った。2000年に放送された津田の生涯を綴ったドラマ「最後のストライク」（フジテレビ）でも親友役として登場し、森脇役を石黒賢が演じた。
- 兄の忠之は母校である兵庫県立社高等学校の硬式野球部監督を長く務め、2004年に選抜高校野球大会初出場へ導いている。

## 詳細情報

### 年度別打撃成績
| 年 度      | 球 団         | 試 合 | 打 席 | 打 数 | 得 点 | 安 打 | 二 塁 打 | 三 塁 打 | 本 塁 打 | 塁 打 | 打 点 | 盗 塁 | 盗 塁 死 | 犠 打 | 犠 飛 | 四 球 | 敬 遠 | 死 球 | 三 振 | 併 殺 打 | 打 率 | 出 塁 率 | 長 打 率 | O P S |
| ---------- | ------------- | ----- | ----- | ----- | ----- | ----- | -------- | -------- | -------- | ----- | ----- | ----- | -------- | ----- | ----- | ----- | ----- | ----- | ----- | -------- | ----- | -------- | -------- | ----- |
| 1981       | 近鉄          | 57    | 63    | 57    | 10    | 18    | 4        | 0        | 2        | 28    | 7     | 1     | 0        | 1     | 0     | 4     | 0     | 1     | 9     | 2        | .316  | .371     | .491     | .862  |
| 1982       | 近鉄          | 55    | 168   | 149   | 15    | 31    | 6        | 0        | 2        | 43    | 8     | 3     | 1        | 7     | 1     | 11    | 0     | 0     | 26    | 1        | .208  | .261     | .289     | .549  |
| 1983       | 近鉄          | 23    | 33    | 27    | 4     | 8     | 3        | 0        | 0        | 11    | 4     | 0     | 0        | 1     | 1     | 3     | 0     | 1     | 4     | 1        | .296  | .375     | .407     | .782  |
| 1984       | 広島          | 20    | 11    | 11    | 6     | 3     | 0        | 0        | 0        | 3     | 1     | 2     | 0        | 0     | 0     | 0     | 0     | 0     | 4     | 0        | .273  | .273     | .273     | .545  |
| 1985       | 広島          | 46    | 24    | 21    | 6     | 2     | 0        | 0        | 0        | 2     | 0     | 0     | 1        | 2     | 0     | 1     | 0     | 0     | 5     | 1        | .095  | .136     | .095     | .232  |
| 1986       | 広島          | 6     | 6     | 6     | 0     | 1     | 0        | 0        | 0        | 1     | 0     | 0     | 0        | 0     | 0     | 0     | 0     | 0     | 1     | 0        | .167  | .167     | .167     | .333  |
| 1987       | 南海 ダイエー | 91    | 198   | 172   | 22    | 35    | 1        | 0        | 3        | 45    | 11    | 3     | 2        | 11    | 1     | 12    | 0     | 2     | 36    | 4        | .203  | .262     | .262     | .524  |
| 1988       | 南海 ダイエー | 62    | 36    | 32    | 8     | 5     | 0        | 0        | 0        | 5     | 1     | 0     | 1        | 3     | 0     | 1     | 0     | 0     | 7     | 0        | .156  | .182     | .156     | .338  |
| 1989       | 南海 ダイエー | 98    | 285   | 241   | 34    | 62    | 14       | 5        | 4        | 98    | 17    | 5     | 3        | 12    | 1     | 31    | 2     | 0     | 73    | 4        | .257  | .341     | .407     | .747  |
| 1990       | 南海 ダイエー | 46    | 111   | 90    | 8     | 20    | 2        | 0        | 1        | 25    | 6     | 0     | 1        | 7     | 2     | 12    | 0     | 0     | 20    | 5        | .222  | .308     | .278     | .585  |
| 1991       | 南海 ダイエー | 66    | 32    | 28    | 2     | 2     | 1        | 0        | 0        | 3     | 1     | 0     | 0        | 0     | 0     | 4     | 0     | 0     | 3     | 0        | .071  | .188     | .107     | .295  |
| 1992       | 南海 ダイエー | 77    | 41    | 34    | 9     | 7     | 1        | 1        | 1        | 13    | 4     | 1     | 0        | 4     | 0     | 1     | 0     | 2     | 11    | 0        | .206  | .270     | .382     | .653  |
| 1993       | 南海 ダイエー | 98    | 188   | 167   | 15    | 35    | 6        | 1        | 1        | 46    | 12    | 1     | 1        | 6     | 0     | 15    | 0     | 0     | 34    | 8        | .210  | .275     | .275     | .550  |
| 1994       | 南海 ダイエー | 82    | 65    | 54    | 12    | 14    | 7        | 0        | 0        | 21    | 3     | 0     | 2        | 4     | 0     | 7     | 0     | 0     | 10    | 1        | .259  | .344     | .389     | .733  |
| 1995       | 南海 ダイエー | 16    | 6     | 6     | 1     | 1     | 0        | 0        | 0        | 1     | 0     | 1     | 1        | 0     | 0     | 0     | 0     | 0     | 2     | 1        | .167  | .167     | .167     | .333  |
| 通算：15年 | 通算：15年    | 843   | 1267  | 1095  | 152   | 244   | 45       | 7        | 14       | 345   | 75    | 17    | 13       | 58    | 6     | 102   | 2     | 6     | 245   | 28       | .223  | .291     | .315     | .606  |

- 南海（南海ホークス）は、1989年にダイエー（福岡ダイエーホークス）に球団名を変更

### 通算監督成績
| 年度      | 球団       | 順位      | 試合 | 勝利 | 敗戦 | 引分 | 勝率 | ゲーム差               | チーム 本塁打          | チーム 打率            | チーム 防御率          | 年齢                   |
| --------- | ---------- | --------- | ---- | ---- | ---- | ---- | ---- | ---------------------- | ---------------------- | ---------------------- | ---------------------- | ---------------------- |
| 2013年    | オリックス | 5位       | 144  | 66   | 73   | 5    | .475 | 15.0                   | 93                     | .256                   | 3.31                   | 53歳                   |
| 2014年    | オリックス | 2位       | 144  | 80   | 62   | 2    | .563 | 0.0                    | 110                    | .258                   | 2.89                   | 54歳                   |
| 2015年    | オリックス | 5位       | 54   | 19   | 34   | 1    | .358 | 31.0                   | 94                     | .248                   | 3.62                   | 55歳                   |
| 通算：3年 | 通算：3年  | 通算：3年 | 406  | 202  | 193  | 11   | .511 | Aクラス1回、Bクラス2回 | Aクラス1回、Bクラス2回 | Aクラス1回、Bクラス2回 | Aクラス1回、Bクラス2回 | Aクラス1回、Bクラス2回 |

- 1 通算成績には2006年ソフトバンク（7月8日から閉幕まで）の監督代行55試合（30勝22敗3分勝率.577）および2012年オリックス（9月25日から閉幕まで）の監督代行9試合（7勝2敗勝率.778）を含む[44]
- 2 2015年成績不振の責任を取り休養。監督成績は休養前の5月31日まで。監督代行は福良淳一

### 記録
初記録
- 初出場：1981年4月15日、対日本ハムファイターズ前期2回戦（日生球場）、9回表に遊撃手として出場
- 初先発出場：1981年4月18日、対ロッテオリオンズ前期2回戦（川崎球場）、「9番・遊撃手」として先発出場
- 初安打：同上、1回表に安木祥二から
- 初打点：1981年8月16日、対西武ライオンズ後期7回戦（西武ライオンズ球場）、2回表に杉本正から適時二塁打
- 初本塁打：1981年8月27日、対日本ハムファイターズ後期10回戦（日生球場）、8回裏に木田勇から中越決勝ソロ
- 初盗塁：1981年10月4日、対阪急ブレーブス前期13回戦（日生球場）、8回裏に二盗（投手：関口朋幸、捕手：笹本信二）

### 背番号
- 31（1979年 - 1983年）
- 23（1984年 - 1985年）
- 12（1986年 - 1987年途中）
- 15（1987年途中 - 同年終了）
- 4（1988年 - 1996年）
- 79（1997年 - 1999年、2003年 - 2004年）
- 82（2000年 - 2002年）
- 88（2005年 - 2009年、2012年 - 2015年）
- 73（2011年）
- 85（2017年 - 2018年）
- 86（2021年 - 2022年）

## 著書
- 微差は大差 オリックス・バファローズはなぜ変わったのか（ベースボール・マガジン社 2015年3月6日）

## 関連情報

### 出演
- J SPORTS STADIUM
- NHKプロ野球
- ラジオ日本ジャイアンツナイター
- ひろしま深掘りライブ フロントドア

### CD
- 矢野昌大『炎のストッパー』（スリーディーシステム、2009年） DDCM-1035 ※広島東洋カープ公認の津田恒実を題材にした曲。津田の親友である森脇がCDへのコメントを寄せている。